# Liste der Kulturgüter in Törbel
Die Liste der Kulturgüter in Törbel enthält alle Objekte in der Gemeinde Törbel im Kanton Wallis, die gemäss der Haager Konvention zum Schutz von Kulturgut bei bewaffneten Konflikten, dem Bundesgesetz vom 20. Juni 2014 über den Schutz der Kulturgüter bei bewaffneten Konflikten sowie der Verordnung vom 29. Oktober 2014 über den Schutz der Kulturgüter bei bewaffneten Konflikten unter Schutz stehen.
Objekte der Kategorien A und B sind vollständig in der Liste enthalten, Objekte der Kategorie C fehlen zurzeit (Stand: 1. Januar 2023).

## Kulturgüter
| Foto |                                                              | Objekt                            | Kat. | Typ | Standort                         | Beschreibung |
| ---- | ------------------------------------------------------------ | --------------------------------- | ---- | --- | -------------------------------- | ------------ |
| ja   | Datei hochladen · Wikidata zu Mühle und Walke (Q29573939)    | Mühle und Walke KGS-Nr.: 07134    | A    | G   | Yaksweg 18 631175 / 120945       |              |
| BW   | Datei hochladen · Wikidata zu Schutzengelkapelle (Q29928493) | Schutzengelkapelle KGS-Nr.: 07130 | B    | G   | Feld 40 631839 / 120174          |              |
| BW   | Datei hochladen · Wikidata zu Kirche St. Theodor (Q29928521) | Kirche St. Theodor KGS-Nr.: 07133 | B    | G   | Moosalpstrasse 1 631936 / 120693 |              |